# Rastilho

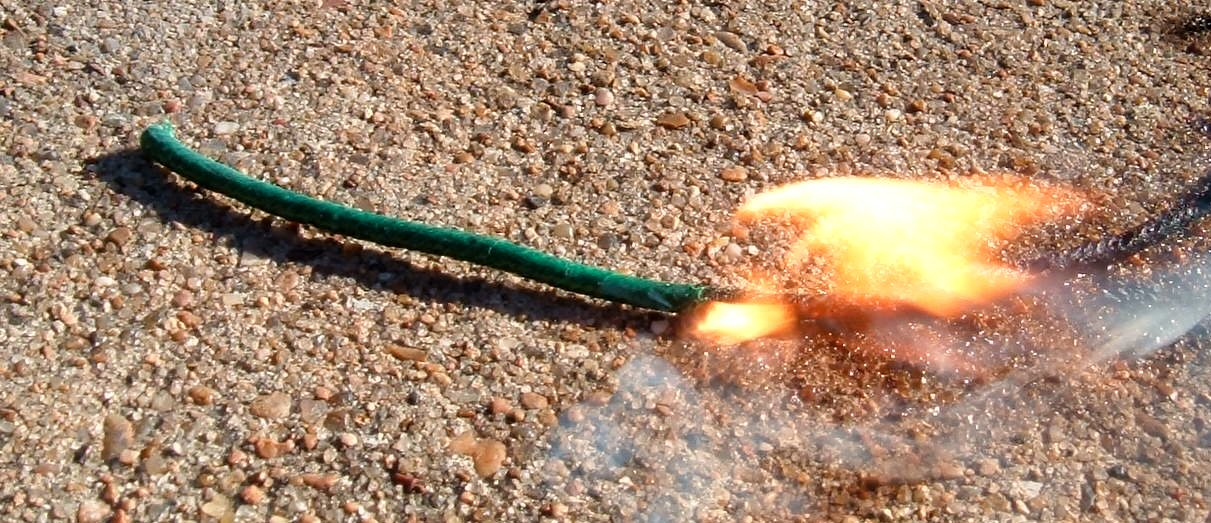
Rastilho sendo aceso

Rastilho consiste num fio, embebido de pólvora ou outro combustível, usado para comunicar fogo de uma ponta à outra.
Numa dinamite, por exemplo, o pavio é em verdade um rastilho. Pode ser usado em explosivos, na pirotecnia e em armas de fogo.